# Южен Солт Лейк
Южен Солт Лейк (на английски: South Salt Lake) е град в окръг Солт Лейк, щата Юта, САЩ. Южен Солт Лейк е с население от 22 038 жители (2000) и обща площ от 17,9 km². Намира се на 1297 m надморска височина. Телефонният му код е 385, 801.